# Daniela D. König
Daniela D. König (* 21. September 1978 in München) ist eine deutsche Schauspielerin.

## Leben und Wirken
König ist die Tochter des Regisseurs Ulrich König und Enkelin von Hans H. König.
Von 1999 bis 2001 studierte sie Schauspiel an Schauspiel München bei Burghardt C. Kosminski und anschließend bis 2002 an der Neuen Münchner Schauspielschule u. a. unter Ali Wunsch-König.
Unter anderem war Daniela König in folgenden Filmen zu sehen: Gräfliches Roulette mit Fritz Wepper, Die Fallers – Die SWR Schwarzwaldserie, Der Bergdoktor, Um Himmels Willen und Unser Charly, sowie In aller Freundschaft.

## Filmografie (Auswahl)
- 1987: Hatschipuh
- 1988–1989: Meister Eder und sein Pumuckl (Fernsehserie, 4 Folgen)
- 1992: Ein Fall für TKKG: Drachenauge
- 1995: Die Fallers – Die SWR Schwarzwaldserie (Fernsehserie, 1 Folge)
- 1996: Der Bergdoktor (Fernsehserie, 1 Folge)
- 1996: Der Held
- 1999: Wer zuletzt lügt, lügt am besten (Fernsehfilm)
- 2001: Frauen, die Prosecco trinken (Fernsehfilm)
- 2003–2007: Um Himmels Willen (Fernsehserie, 6 Folgen)
- 2003: St. Angela (Fernsehserie, 1 Folge)
- 2005: Der Bulle von Tölz: Mord im Kloster (Fernsehserie)
- 2005: Unser Charly (Fernsehserie, 1 Folge)
- 2006: SOKO 5113 (Fernsehserie, 1 Folge)
- 2006: Hilfe, meine Tochter heiratet (Fernsehfilm)
- 2011: Franzi (Fernsehserie, 1 Folge)
- 2012: In aller Freundschaft (Fernsehserie, 1 Folge)
- 2013: Im Schleudergang (Fernsehserie, 1 Folge)